# Borogani
Borogani è un comune della Moldavia situato nel distretto di Leova di 4.528 abitanti al censimento del 2004

## Curiosità
È la città di origine di Hol Horse, portatore di Stand presente in Stardust Crusaders, terza serie del famoso manga Le Bizzarre Avventure di Jojo.